# Wakamatsu-jima
Wakamatsu-jima (japanisch 若松島) ist eine Insel im Süden Japans, die zu den Gotō-Inseln zählt.

## Geographie
Wakamatsu-jima liegt innerhalb der Gemeinde Shinkamigotō in der Präfektur Nagasaki. Die Insel hat eine Fläche von 30,99 km² und einen Umfang von 123,7 km. Der höchste Punkt liegt auf 339,2 m. Nach Stand der letzten Volkszählung 2020 hat Wakamatsu-jima 1143 Einwohner und somit eine Bevölkerungsdichte von 37 Einwohnern pro Quadratkilometer. Die Bevölkerung ist rückläufig.
Teile der Insel gehören zum Saikai-Nationalpark. Die Küste ist eine Riasküste und stark zerklüftet.
| Jahr      | 1995 | 2000 | 2005 | 2010 | 2015 | 2020 |
| Einwohner | 2494 | 2236 | 1935 | 1569 | 1316 | 1143 |

## Religiöse Stätten

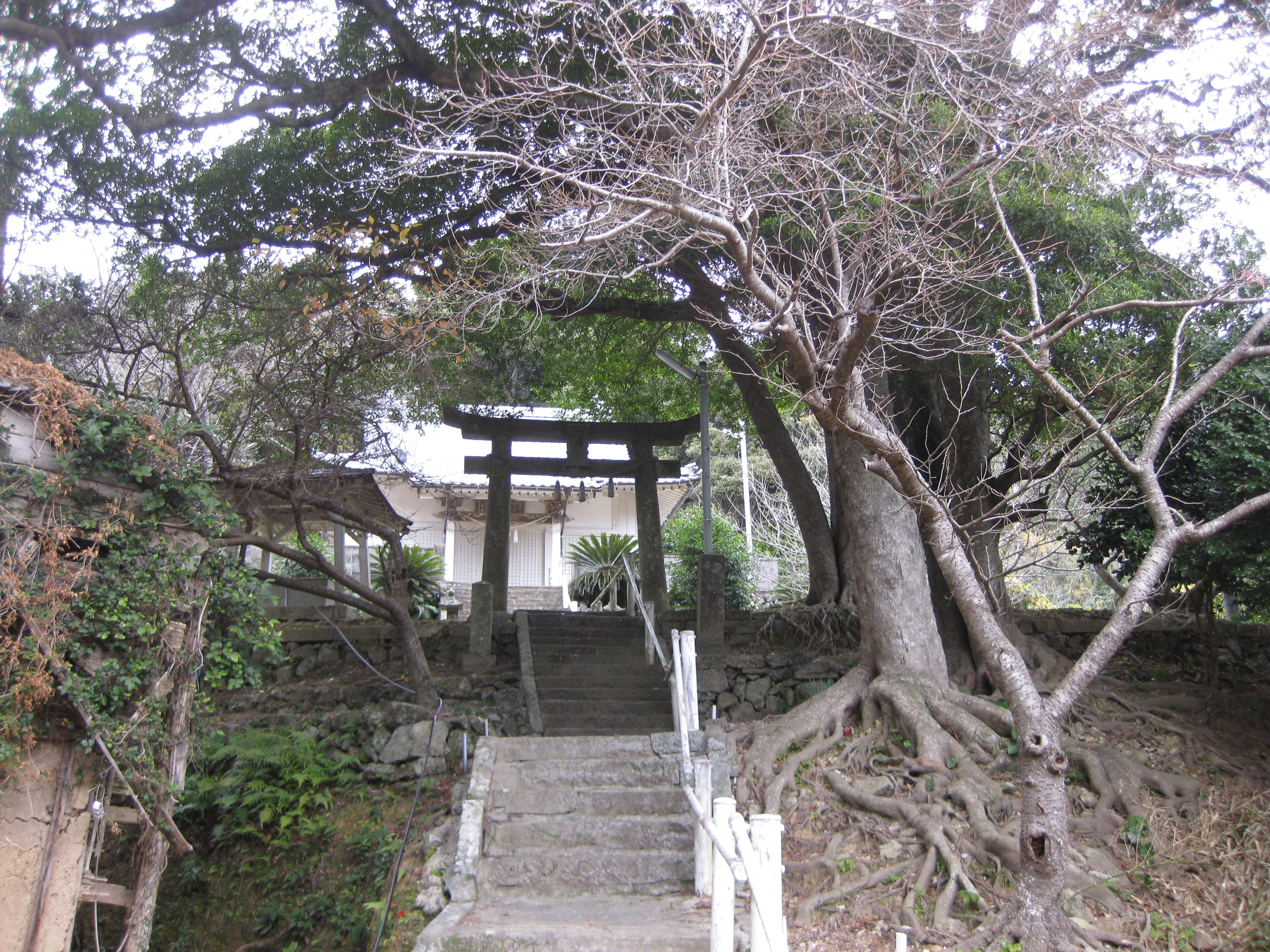
Weg zum Oimatsu-Schrein

Zu den christlichen Kirchen auf Wakamatsu-jima zählt die Katholische Kirche Obira (カトリック大平教会) an der Nordküste der Insel. Eine weitere ist die Katholische Kirche Doinoura (カトリック土井ノ浦教会) im Süden, die zunächst 1892 als provisorische Kirche gebaut wurde. Die weiße Holzkirche wurde 1918 fertiggestellt und 1997 renoviert.
Zudem gibt es auf der Insel zahlreiche Shintō-Schreine, darunter beispielsweise der Wakamatsu-Schrein (若松神社) und der Oimatsu-Schrein (老松神社). Einer der buddhistischen Tempel der Insel ist der Gokuraku-ji (極楽寺) südlich des Wakamatsu-Schreins. Dort befindet sich die als nationales Kulturdenkmal ausgewiesene Amida-Nyorai-Statue.

## Wirtschaft
Hauptwirtschaftszweig der Insel ist die Fischerei.

## Verkehr
Wakamatsu-jima ist entlang der Präfekturstraße 46 über die 522 m lange Brücke Wakamatsu-Ōhashi mit Nakadōri-jima im Osten verbunden. Die Brücke wurde 1991 für den Verkehr freigegeben. Dir Präfekturstraße 46 geht nach Westen in die Präfekturstraße über. Diese führt im Nordwesten über die Koseto-Meerenge zur Nachbarinsel Ryozegaura-jima (漁生浦島) und von dort aus nach Arifuku-jima (有福島) und weiter nach Hinoshima (日島). Darüber hinaus bestehen von Wakamatsu-jima aus mehrere Fährverbindungen mit Nachbarinseln. Ein Fährterminal befindet sich im Wakamatsu-Hafen im Osten und eines im Doinoura-Hafen im Süden der Insel.